# Suregada aequorea
Suregada aequorea är en törelväxtart som först beskrevs av Henry Fletcher Hance, och fick sitt nu gällande namn av Berthold Carl Seemann. Suregada aequorea ingår i släktet Suregada och familjen törelväxter. Inga underarter finns listade i Catalogue of Life.